# Josh Sargent
Josh Sargent, né le 20 février 2000 à O'Fallon dans le Missouri aux États-Unis est un joueur américain de football . Il évolue actuellement au poste d'avant-centre à Norwich City.

## Biographie

### Werder Brême
Passé par l'IMG Soccer Academy, Josh Sargent rejoint l'Europe et l'Allemagne en s'engageant en septembre 2017 avec le Werder Brême. Il rejoint officiellement le club en 2018, en signant son premier contrat professionnel le jour de ses 18 ans, le 20 février. Sargent joue d'abord avec l'équipe réserve du Werder. Il débute avec l'équipe première le 7 décembre 2018, face au Fortuna Düsseldorf en Bundesliga. Ce jour-là, il entre en jeu à la place de Milot Rashica, et participe à la victoire de son équipe par trois buts à un, en inscrivant également son premier but. Il inscrit son deuxième but le 22 décembre suivant, lors de son troisième match seulement, face au RB Leipzig en championnat, mais son équipe s'incline (3-2).

### Norwich City
Le 9 août 2021, Josh Sargent signe un contrat de cinq ans en faveur de Norwich City,. 
Il joue son premier match pour Norwich le 14 août 2021, lors de la première journée de la saison 2021-2022 de Premier League face au Liverpool FC. Il entre en jeu à la place de Milot Rashica, et son équipe s'incline par trois buts à zéro. Le 24 août suivant, il marque deux buts pour Norwich, lors d'une rencontre de coupe de la Ligue anglaise face à l'AFC Bournemouth. Il est titularisé et participe à la victoire de son équipe par six buts à zéro. Il s'agit de ses deux premiers buts pour Norwich.

### En sélection nationale
Avec les moins de 17 ans, il participe au championnat de la CONCACAF des moins de 17 ans en 2017. Les joueurs américains s'inclinent en finale face au Mexique aux tirs au but, bien que Sargent réussit son tir. Josh Sargent est par ailleurs nommé dans l'équipe type du tournoi. Quelques mois plus tard il participe à la Coupe du monde des moins de 17 ans en 2017. Lors du mondial junior organisé en Inde, il joue cinq matchs, inscrivant trois buts, en officiant comme capitaine. Il marque un but lors du premier match contre le pays organisateur. Par la suite, en huitièmes de finale, il marque un but et délivre une passe décisive contre le Paraguay. Puis, en quart, il est l'auteur d'un but contre l'Angleterre, ce qui s'avère insuffisant pour remporter le match.
Avec les moins de 20 ans, il participe à la Coupe du monde des moins de 20 ans lors de cette même année, en 2017. Lors du mondial junior organisé en Corée du Sud, il joue cinq matchs, inscrivant quatre buts. Il inscrit un doublé contre l'Équateur, puis marque un but contre le Sénégal. En huitièmes de finale, il marque un but et délivre une passe décisive contre la Nouvelle-Zélande. Les États-Unis s'inclinent en quart de finale face au Venezuela après prolongation.
Le 29 mai 2018, Josh Sargent honore sa première sélection avec l'équipe des États-Unis contre la Bolivie. Il est titularisé à la pointe de l'attaque américaine ce jour-là, et inscrit même son premier but, alors que son équipe s'impose sur le score de 3-0. Par la suite, le 17 octobre de la même année, il inscrit un deuxième but, contre le Pérou (1-1).
Le 9 novembre 2022, il est sélectionné par Gregg Berhalter pour participer à la Coupe du monde 2022.

## Statistiques
| Saison                | Club                  | Championnat           | Championnat | Championnat | Coupe nationale | Coupe nationale | Coupe de la Ligue | Coupe de la Ligue | Compétition(s) continentale(s) | Compétition(s) continentale(s) | Compétition(s) continentale(s) | Barrages | Barrages | Total | Total |
| Saison                | Club                  | Division              | M.          | B.          | M.              | B.              | M.                | B.                | Comp.                          | M.                             | B.                             | M.       | B.       | M.    | B.    |
| 2018-2019             | Werder Brême          | Bundesliga            | 10          | 2           | -               | -               | -                 | -                 | -                              | -                              | -                              | -        | -        | 10    | 2     |
| 2019-2020             | Werder Brême          | Bundesliga            | 28          | 4           | 4               | 0               | -                 | -                 | -                              | -                              | -                              | 2        | 0        | 34    | 4     |
| 2020-2021             | Werder Brême          | Bundesliga            | 32          | 5           | 5               | 2               | -                 | -                 | -                              | -                              | -                              | -        | -        | 37    | 7     |
| 2021-2022             | Werder Brême          | 2. Bundesliga         | 2           | 2           | -               | -               | -                 | -                 | -                              | -                              | -                              | -        | -        | 2     | 2     |
| Sous-total            | Sous-total            | Sous-total            | 72          | 13          | 9               | 2               | -                 | -                 | -                              | 0                              | 0                              | 2        | 0        | 83    | 15    |
| 2021-2022             | Norwich City          | Premier League        | 26          | 2           | 2               | 0               | 1                 | 2                 | -                              | -                              | -                              | -        | -        | 29    | 4     |
| 2022-2023             | Norwich City          | Championship          | 40          | 13          | 1               | 0               | -                 | -                 | -                              | -                              | -                              | -        | -        | 41    | 13    |
| 2023-2024             | Norwich City          | Championship          | 10          | 6           | 1               | 0               | 1                 | 0                 | -                              | -                              | -                              | -        | -        | 12    | 6     |
| Sous-total            | Sous-total            | Sous-total            | 76          | 21          | 4               | 0               | 2                 | 2                 | -                              | 0                              | 0                              | 0        | 0        | 82    | 23    |
| Total sur la carrière | Total sur la carrière | Total sur la carrière | 149         | 34          | 13              | 2               | 2                 | 2                 | -                              | 0                              | 0                              | 2        | 0        | 166   | 38    |

## Palmarès
- Finaliste du championnat de la CONCACAF des moins de 17 ans en 2017 avec l'équipe des États-Unis des moins de 17 ans

### Distinctions individuelles
- Membre de l'équipe-type de D2 anglaise en 2025 (EFL Awards)[14].